# Diplodia rhizophila
Diplodia rhizophila är en svampart som beskrevs av Syd. & P. Syd. 1916. Diplodia rhizophila ingår i släktet Diplodia och familjen Botryosphaeriaceae.   Inga underarter finns listade i Catalogue of Life.